# 拉穆特斯基火山
拉穆特斯基火山是俄羅斯的火山，位於堪察加半島中部，屬於中部山脈的一部分，火山底部直徑6公里、面積約20平方公里，海拔高度1,198米，山體在全新世形成。